# Alma mater (bulle)
Pour les articles homonymes, voir Alma mater (homonymie).

Armoiries de Clément V

Alma mater est une bulle pontificale fulminée par le pape Clément V le 4 avril 1310 dans le cadre du procès de l'ordre du Temple. 
Elle a pour but de reporter la date du concile de Vienne en octobre 1311. Les travaux des commissions n'étaient effectivement pas terminés et la date originale du concile, convoqué par la bulle Regnans in coelis, ne pouvait être respectée.